# هربی دوباره می‌تازد
هربی دوباره می‌تازد (به انگلیسی: Herbie Rides Again) یک فیلم سینمایی آمریکایی در ژانر کمدی محصول سال ۱۹۷۴ و قسمت دوم از سری فیلم‌های هربی ساخته شده توسط کمپانی والت دیزنی با حضور هربی فولکس قورباغه‌ای سفید می‌باشد.

## داستان
یک خودروی فولکس که قدرت تفکر دارد به زنی سالخورده کمک می‌کند تا از خانه خود در مقابل تخریب شدن محافظت کند…